# Ehretia latifolia
Ehretia latifolia, conocido como Capulín blanco, Raspaguacal en Costa Rica o Barreno en El Salvador, es una especie de árbol perteneciente a la familia Boraginaceae, nativa de México y América central. Se caracteriza por sus hojas ásperas y sus frutos blancos.
Es un árbol que posee una gran variabilidad en la forma de sus hojas y su porte por lo que ha generado confusión en su clasificación, su mayor variabilidad ocurre en las poblaciones presentes en México.

## Descripción
Árbol de hoja perenne, generalmente hasta 15 metros de altura, pudiendo crecer hasta 25 metros. Tronco acanalado, ramas jóvenes pubescentes o hirsutas hasta casi glabras.
Hojas de 7-12 cm hasta 17 cm de largo y 3-6 cm hasta 9.5 cm de ancho, obovadas a lanceoladas o elípticas de borde serrado, con ápice agudo a acuminado o raramente obtuso, base obtusa o raramente aguda o ligeramente cordiforme, haz escabroso a estrigiloso, envés gruesamente o finamente puberulento o estrigiloso, ocasionalmente glabro con solo escasa pubescencia en las venas principales, 5 a 7 venas laterales. Las poblaciones que crecen en las regiones al sur de su rango tienden a poseer las hojas ligeramente más anchas y menos pubescencia en el envés pero hay muchas excepciones.
Flores bisexuales, monomórficas, sésiles o con peciolo corto, cáliz 1.2-2.6 mm de largo, glabro a estrigiloso en la superficie exterior, escasamente a parejamente ciliado a lo largo del margen interior, los 5 lóbulos triangulares, 0.7-1 mm de largo; corola blanca, 3.2-6 mm de largo, tubular con 5 lóbulos volteados ampliamente ovados de 1.8-2 mm de largo y 1.6-2 mm de ancho, el tubo 2.5-3 mm de largo; estambres 5, con los filamentos 4-4.5 mm de largo, los 2.5 a 3.2 mm superiores libres, glabros, anteras elipsoides, de 1-1.5 mm de largo; ovarios ovoides, 1.3-1.5 mm de alto, 1 mm de ancho, disco no evidente, estilo 3-4 mm de largo, levemente bilobulado, estigmas capitados.
Los frutos son drupas. Son blancos, glabros, anchamente elipsoides, de 7-10 mm de largo y 6-9 mm de ancho, el endocarpo se mantiene entero, está dividido en 4 compartimentos y muy ligeramente crestado en la superficie superior.

## Distribución y hábitat
Crece naturalmente en bosques mixtos de montaña y bosques nubosos y lluviosos desde el estado de Jalisco en México, a través de Guatemala, Honduras, El Salvador, Nicaragua y Costa Rica hasta la provincia de Chiriquí en Panamá, a altitudes de 1800 a 2300 m s.n.m. en México y el norte de Centroamérica y 1000 a 2300 m s.n.m. en su extensión en el sur de Nicaragua, Costa Rica y Panamá. Es de crecimiento relativamente rápido y sensible a la falta de agua en sus primeras etapas de desarrollo.

## Nombres comunes
Capulincillo, Capulín, Capulín blanco, Capulín cimarrón, Confetillo, Barreno, Bareno, Palo de tuza, Palo prieto, Raspa huacal, Raspaguacal, Santa Inés, Manzanita, Chumico de palo.
En Costa Rica, el nombre raspaguacal, originado por el uso de las hojas ásperas de este árbol para limpiar recipientes como jícaras u ollas, es compartido con otras especies que también poseen este atributo, tales como Petrea volubilis y Pourouma bicolor.

## Taxonomía
Ehretia latifolia fue descrita por Loisel y publicada en Herbier général de l'Amateur  5: t. 350 (1821).